# 神舟8号
神舟8号（Shenzhou 8）は、2011年10月31日(UTC)に打ち上げられた神舟計画による無人宇宙船である。中国国家航天局によると、神舟8号は11月3日に遠隔操作で宇宙ステーション天宮1号とドッキングした。これは中国初の軌道上ドッキングとなった。

## 計画の進行
2008年9月29日、China manned space engineeringの副所長である張建肩は中国中央電視台のインタビューで、天宮は2010年に打ち上げられ、神舟8号、神舟9号、神舟10号とドッキングが試みられると語った。
2008年10月1日、神舟の開発に関わっているShanghai Space Administrationは、天宮と神舟8号のドッキングのシミュレーション実験に成功したと発表した。
2011年9月29日、酒泉衛星発射センターから長征2号Fロケットによって天宮1号が打ち上げられ、さらに2011年10月31日21時58分(UTC)、同センターから長征2号Fによって神舟8号が打ち上げられた。神舟8号は無人で打上げられたが、内部には与圧服を装着した重さ75kgのダミー人形2体が搭載された 。
北京時間11月3日0時16分頃に神舟8号は天宮1号から約5km離れた距離まで接近し、そこから約1時間かけて接近作業が行われた。その後400mまで接近し、カメラなどで確認した後、ドッキング作業が開始された。ドッキング作業は北京宇宙飛行管制センター（BACC）が見守る中、自動で行われ、その様子は中国中央テレビでも中継された。このドッキング作業は15分間以内で完了し、中国初のドッキング成功となった。
神舟8号は11月14日にドッキングを解除し、2回目のドッキング試験をより難易度が高い日照条件下で行った 。その後、11月16日にドッキングを解除し、11月17日夜、内モンゴル自治区に帰還した。帰還の様子は映像が公開され、神舟8号の機体後部に設置されたカメラを使って軌道モジュールの分離、逆噴射時の振動、帰還モジュールの分離が中継された。このような映像はロシアのソユーズ宇宙船でも取得しておらず珍しい映像となった 。

## 機体
神舟8号は、全長9.25メートル、重量8,082kg。中国とドイツが微重力環境で実験を行うための植物や小魚などのサンプルが搭載された。このドイツの実験装置はSIMBOX (Science in Microgravity Box)であり、神舟に初めて搭載された外国の実験装置である。
中国の宇宙船システムのチーフデザイナーである張柏楠(Zhang Bainan)によると、神舟8号は大きなモデルチェンジが行われる最後の宇宙船になる予定で、これ以降は、大量生産のために同じデザインが使われるという。
神舟8号はランデブー・ドッキングミッションに備えて、スラスタの追加が行われたほか、宇宙ステーション側から電力供給を受けることによりドッキング後180日間状態を維持する能力を持たせたほか、着陸時の衝撃を吸収するための座席の改良などが行われた模様 。